# Agrotis herzogi
Agrotis herzogi là một loài bướm đêm trong họ Noctuidae.